# Гірськолижний спорт на зимових Олімпійських іграх 1992
Змагання з гірськолижного спорту на зимових Олімпійських іграх 1992 в Альбервілі проходили з 9 по 22 лютого. Валь-д'Ізер приймяв усі чоловічі дисципліни, крім слалому, що відбувся на курорті Ле-Менюїр. Усі 5 жіночих змагань пройшли на лижному курорті Мерібель.  

## Підсумки

### Таблиця медалей
| Місце | Країна              | Золото | Срібло | Бронза | Загалом |
| ----- | ------------------- | ------ | ------ | ------ | ------- |
| 1     | Австрія (AUT)       | 3      | 2      | 3      | 8       |
| 2     | Італія (ITA)        | 3      | 2      | 0      | 5       |
| 3     | Норвегія (NOR)      | 2      | 0      | 2      | 4       |
| 4     | Канада (CAN)        | 1      | 0      | 0      | 1       |
| 5     | Швеція (SWE)        | 1      | 0      | 0      | 1       |
| 6     | Франція (FRA)       | 0      | 2      | 1      | 3       |
| 7     | Люксембург (LUX)    | 0      | 2      | 0      | 2       |
| 7     | США (USA)           | 0      | 2      | 0      | 2       |
| 9     | Нова Зеландія (NZL) | 0      | 1      | 0      | 1       |
| 10    | Іспанія (ESP)       | 0      | 0      | 1      | 1       |
| 10    | Німеччина (GER)     | 0      | 0      | 1      | 1       |
| 10    | Швейцарія (SUI)     | 0      | 0      | 1      | 1       |

### Чемпіони та медалісти
| Дисципліна                   | Золото                        | Срібло                                    | Бронза                          |
| Чоловіки: швидкісний спуск   | Патрік Ортліб · Австрія       | Франк Піккар · Франція                    | Гюнтер Мадер · Австрія          |
| Чоловіки: супергігант        | Четиль Андре Омодт · Норвегія | Марк Жирарделлі · Люксембург              | Ян Ейнар Торсен · Норвегія      |
| Чоловіки: гігантський слалом | Альберто Томба · Італія       | Марк Жирарделлі · Люксембург              | Четиль Андре Омодт · Норвегія   |
| Чоловіки: слалом             | Фінн Крістіан Ягге · Норвегія | Альберто Томба · Італія                   | Міхаель Трічер · Австрія        |
| Чоловіки: комбінація         | Йозеф Поліг · Італія          | Джанфранко Мартін · Італія                | Стів Лошер · Швейцарія          |
| Жінки: швидкісний спуск      | Керрін Лі-Гартнер · Канада    | Гіларі Лінд · США                         | Вероніка Валлінгер · Австрія    |
| Жінки: супергігант           | Дебора Компаньоні · Італія    | Кароль Мерль · Франція                    | Катя Зайцінгер · Німеччина      |
| Жінки: гігантський слалом    | Пернілла Віберг · Швеція      | Даянн Рофф · США · Аніта Вахтер · Австрія | не вручали                      |
| Жінки: слалом                | Петра Кронбергер · Австрія    | Аннеліз Кобергер · Нова Зеландія          | Бланка Фернандес-Очоа · Іспанія |
| Жінки: комбінація            | Петра Кронбергер · Австрія    | Аніта Вахтер · Австрія                    | Флоранс Маснада · Франція       |